# 비시 프랑스
비시 프랑스(프랑스어: Régime de Vichy, 영어: Vichy France) 또는 공식적으로 프랑스국(프랑스어: État français, 영어: French State)은 제2차 세계 대전 중 원수 필리프 페탱이 이끄는 프랑스 국가였다.  비시 프랑스는 일반적으로 나치 독일의 괴뢰 정권으로 묘사되나, 고유한 의제를 지닌 독립된 국가로 보는 시각 또한 존재한다. 비시 정권은 남부 프랑스를 1940년부터 1944년까지 통치하며 프랑스 본토의 자유 지역(프랑스어: zone libre)과 식민지의 민간 행정을 책임졌다. 표면적으로는 파리를 수도로 하고 있었으나, 행정부는 파리 남쪽의 휴양지였던 비시에 설치되었다.
비시 프랑스는 나치 독일과의 휴전 협정으로 해군과 식민지에 대한 통제권을 유지할 수 있었으며, 페탱은 기존의 자유주의적 정책들을 뒤집고 경제 활동에 대한 엄격한 감독을 수행하는 권위주의 정권을 수립했다. 독일은 200만 명 규모의 프랑스군 포로들을 석방하지 않음으로써 비시 정권의 군사적 종속을 보장받고 프랑스로부터 군수 물자를 지원받을 수 있었다.
1942년에 연합군이 횃불 작전으로 프랑스령 북아프리카에 상륙을 감행하면서, 독일이 프랑스의 식민지를 비시 정권을 통해 통제할 수 없다는 것이 명확해졌다. 이에 따라 독일군은 남부 프랑스를 점령하였다.
비시 프랑스의 요인들은 1945년 4월 독일의 지크마링겐 지역에서 체포되었다. 페탱은 임시정부에서 반역죄로 사형을 선고받았으나, 샤를 드골에 의해 종신형으로 감형되었다. 비시 프랑스의 고위 인사 4명만이 인도에 반한 죄로 재판을 받았으나 비시 프랑스의 관료들은 나치의 강제 수용소로 유대인을 추방하고 저항군에 대한 가혹한 탄압, 포로 학대 등을 수행했다. 프랑스 경찰은 유대인과 공산주의자, 망명자 등을 체포하였으며 이들이 강제수용소로 추방한 유대인 중 최소 72,500명이 학살된 것으로 알려져 있다.

## 용어
프랑스 제3공화국의 국회가 필리프 페텡에게 전권을 위임한 후, 모든 행정 문서에서 프랑스 공화국(프랑스어: République française)이라는 명칭 대신 프랑스국(프랑스어: État Français)이 사용되었다. 이 프랑스국을 합법적인 정부로 볼 것인지 논쟁이 있고, 다른 프랑스의 국가들과 구분되는 특수성을 드러내기 위해 대체로 프랑스국이라는 공식 명칭보다는 비시 프랑스, 비시 정권이라는 이름으로 불리는 경우가 많다.
비시 프랑스의 통치 영역은 1940년 6월 22일 휴전조약에서 점령되지 않은 프랑스 본토의 남쪽 영역과 프랑스령 북아프리카 등 식민지와 해외 영토로 구성되어 있었다. 이 지역은 독일인들에게 비점령 지역(독일어: Unbesetztes Gebiet)이라 불렸으며, 프랑스에서는 자유 지역(프랑스어: zone libre) 혹은 간단하게 남부 지역(프랑스어: zone du sud)이라 불렸다.

## 합법성
자유 프랑스와 전후 성립한 프랑스의 정부들은 비시 프랑스의 합법성을 인정하지 않으며, 위헌적인 쿠데타로 성립한 불법 정부로 간주하고 있다. 페텡은 대통령인 알베르 르브룅으로부터 합법적으로 총리로 임명되었으며 독일과의 휴전 조약을 체결하면서 월권을 하지 않았으나, 프랑스 국회가 해산하고 페텡이 그 전권을 위임받은 과정에 대해서는 논쟁의 여지가 있다. 일부 역사학자들은 1940년 7월 10일에 있었던 국회에서 피에르 라발이 하원 의원들에게 가한 압력과 함께, 에두아르 달라디에 등 27명의 상하원 의원들이 투표에 참여하지 않고 1940년 6월 21일 보르도에서 알제로 향하는 여객선 마실리아(Massilia)로 도피한 것 등을 지적한다.
그럼에도 불구하고 전시에 비시 프랑스는 미국 등 연합국 열강들로부터 국제적 승인을 받고 있었다. 다만 영국과의 국교는 1940년 7월 8일 알제리 북서부의 메르스엘케비르에 정박해 있었던 프랑스 해군의 군함들이 영국 해군의 공격을 받은 이래 단절되었다.

## 역사
프랑스는 1939년 9월 1일 독일이 폴란드를 침공하자, 9월 3일 전쟁을 선포했다. 8개월 간의 가짜 전쟁이 지나고, 독일은 1940년 5월 10일 프랑스를 침공했다. 전투가 계속되고 프랑스군의 붕괴가 임박하게 되자 프랑스의 정부와 군 수뇌부는 대책을 두고 논쟁하게 되었다. 총리 폴 레노를 비롯한 공직자들은 북아프리카로의 탈출과 항전을 주장했으나 필리프 페탱과 막심 베이강 등은 강화를 주장했다. 폴 레노가 총리직에서 사임하자 대통령 알베르 르브룅은 당시 84세였던 페탱을 1940년 6월 16일 새 총리로 지명하였고, 프랑스는 6월 22일 독일과의 휴전 협정을 체결했다.
1940년 7월 10일 프랑스는 상하원 전 의원으로 구성된 국회에서 찬성 569표, 반대 80표(기권 20표)로 프랑스 3공화국을 해소하고 페텡에게 전권을 일임하는 새 헌법을 통과했다.

## 같이 보기
- 추축국부역
- 프랑스의 식민지 목록
- 오라두르쉬르글란
- 클로드 샤브롤